# 139 جويوا
139 جويوا 139 Juewa /dʒuˈeɪwɑː/ كويكب صغير ومُعتم للغاية في وسط حزام الكويكبات الرئيسي بين مداري المريخ والمشتري. حجمه لابأس به مقارنة مع باقي الكويكبات الصغيرة المتناثرة في الحزام فتصـل ابعاده إلى حوالي 157-172كم وقـطره يصل إلى 81±4 كم (بالمقارنة بقطر الارض 12,742 كم)، أي في المرتبة 188 من حيث الترتيب بالاعتماد على نصف القطر بالمجموعة الشمسية (بدءا من الشمس والكواكب) وبمتوسـط بعد عن الشمس يصل إلى 2.29261 وحدة فلكية أو 344 مليون كم، نظريا هذا الكويكب الصغير من المحتمل ان يكون معظمه مكون من مادة كاربونية اوليـة لذا صنف من ضمن الكويكبات ذات نوع (c)الكاربونية  

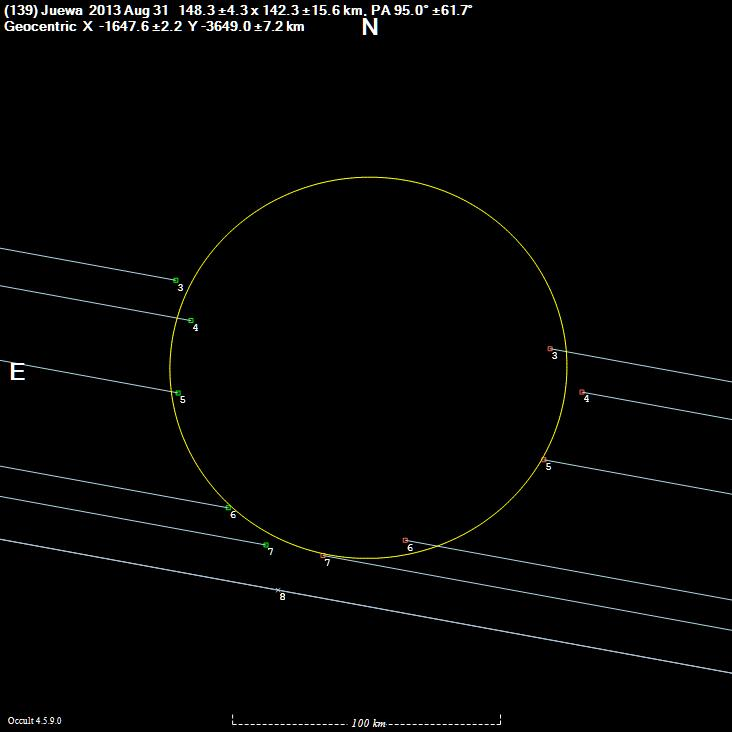
احتجاب متعدد لوحظ بواسطة 139 Juewa في 31 اب 2013 بواسطة N.S.W في استراليا

## الأكتــشاف والتسـمية
الكـويكب Juewa تم اكتشافه في بكين عاصمة الصين لذا عُد أول كويكب يتم اكتشافه في الصين وفي قارة اسيا كذلك من قبل العالم الأمريكي جيمس كريغ واتسون في العاشر من أكتوبر 1874 حين زيارته للصين لمراقـبة عبور كوكب الزهرة امام الشمس. طلب واتــسون من الأمير الصيني غونغ في وقته من تسمية الكويكب، كان اختيار Gong هو 瑞華 星 (تقريبًا، "Star of China’s Fortune"). استخدم واتسون الحرفين الأولين فقط، وقام بترجمتهما صوتيًا على أنهما Juewa وفقًا للأعراف السائدة في عصره (في نظام pinyin الحديث، سيتم ترجمته على أنه ruìhuá).
الرقم 139 المرافق لاسم الكـويكب يشير إلى تسلسل اكتشاف الكويكب من بين الكويكبات الكلية المكتشفة إلى يومنـا هذا.

## الابـحاث والارصـأد
في أغسطس/اب عام 2003 تم قياس ابعاد الكويكب بدقة 4.3 +/- 148.3 km 142.3 +/- 15.6 × km وهذا افضــل قياس ممكن للوصول إلى الشكل البيضــوي خلال فترة ومنــذ عام 1988 تم اكتشــاف 8 حالات احتجاب (كسوف) لاجرام سماوية معينة من قبل الكويكب Juewa، تم استخدام طريقة الرصد الراديوية وبقطر cm -13 من قبل مرصد Arecibo Observatory في بورتوريكو بين عامي 1980 و 1985 للوصول إلى قطر تقريبي للكويكب وصل إلى 172 كم. استنادًا إلى بيانات الرادار. تبلغ كثافة المواد الصلبة القريبة من سطح الكويكب 1.5 وبنسبة خطأ 0.5 سم مكعب.

## قياسات فلــكية
القدر المطلق للكويكب يتراوح بين 7.78- 7.924 (أي يكون قطره هكذا لو وضع بدل قمرنا)، يصل اوج الكويكب المداري إلى 3.26884 وحدة فلكية بينما يصل حضيضه إلى 2.29261 وحدة فلكية وبشذوذ مداري يبلغ 0.17553، وتصل كتـلة الكويكب (5.54±2.20)×1018 kg وكثافــته 2.51±1.05 g/cm، ودرجة حرارته 167 كلفن. سرعة الافلات من جاذبية الكوكب 0.0828 km/s، وبجاذبية تصل إلى 0.0438 m/s².القدر المطلق للكويكب يتراوح بين 7.78- 7.924 (أي يكون قطره هكذا لو وضع بدل قمرنا)، يصل اوج الكويكب المداري إلى 3.26884 وحدة فلكية بينما يصل حضيضه إلى 2.29261 وحدة فلكية وبشذوذ مداري يبلغ 0.17553، وتصل كتـلة الكويكب (5.54±2.20)×1018 kg وكثافــته 2.51±1.05 g/cm، ودرجة حرارته 167 كلفن. سرعة الافلات من جاذبية الكوكب 0.0828 km/s، وبجاذبية تصل إلى 0.0438 m/s².